# العلاقات البوليفية المارشالية
العلاقات البوليفية المارشالية هي العلاقات الثنائية التي تجمع بين بوليفيا وجزر مارشال.

## مقارنة بين البلدين
هذه مقارنة عامة ومرجعية للدولتين:
| وجه المقارنة                                              | بوليفيا                                          | جزر مارشال                     |
| --------------------------------------------------------- | ------------------------------------------------ | ------------------------------ |
| المساحة (كم2)                                             | 1.10 مليون                                       | 181                            |
| عدد السكان (نسمة)                                         | 11.05 مليون                                      | 53.13 ألف                      |
| الكثافة السكانية (ن./كم²)                                 | 10.05                                            | 29.35 ألف                      |
| العاصمة                                                   | سوكري، لاباز                                     | ماجورو                         |
| اللغة الرسمية                                             | اللغة الإسبانية، اللغة الأيمرية، كتشوا، غوارانية | لغة إنجليزية، اللغة المارشالية |
| العملة                                                    | بوليفاريو بوليفي                                 | دولار أمريكي                   |
| الناتج المحلي الإجمالي (بليون دولار)                      | 37.51 مليار                                      | 199.40 مليون                   |
| الناتج المحلي الإجمالي (تعادل القوة الشرائية) بليون دولار | 74.58 مليار                                      | 207.25 مليون                   |
| الناتج المحلي الإجمالي الاسمي للفرد دولار أمريكي          | 3.08 ألف                                         | 3.38 ألف                       |
| الناتج المحلي الإجمالي للفرد دولار أمريكي                 | 6.63 ألف                                         | 3.80 ألف                       |
| مؤشر التنمية البشرية                                      | 0.662                                            |                                |
| رمز المكالمات الدولي                                      | +591                                             | +692                           |
| رمز الإنترنت                                              | .bo                                              | .mh                            |
| المنطقة الزمنية                                           | 00                                               | ت ع م+12:00                    |

## منظمات دولية مشتركة
يشترك البلدان في عضوية مجموعة من المنظمات الدولية، منها:
| علم المنظمة | اسم المنظمة                   | تاريخ انضمام بوليفيا | تاريخ انضمام جزر مارشال |
| ----------- | ----------------------------- | -------------------- | ----------------------- |
|             | مؤسسة التنمية الدولية         | 21 يونيو 1961        | 19 يناير 1993           |
|             | منظمة حظر الأسلحة الكيميائية  | ?                    | ?                       |
|             | الأمم المتحدة                 | 14 نوفمبر 1945       | 17 سبتمبر 1991          |
|             | منظمة الشرطة الجنائية الدولية | ?                    | ?                       |
|             | مؤسسة التمويل الدولية         | 20 يوليو 1956        | 23 سبتمبر 1992          |
|             | البنك الدولي للإنشاء والتعمير | 27 ديسمبر 1945       | 21 مايو 1992            |
|             | الاتحاد الدولي للاتصالات      | 1 يونيو 1907         | 22 فبراير 1996          |
|             | يونسكو                        | 13 نوفمبر 1946       | 30 يونيو 1995           |

## وصلات خارجية
- موقع وزارة الخارجية البوليفية